# Helmut Mödlhammer

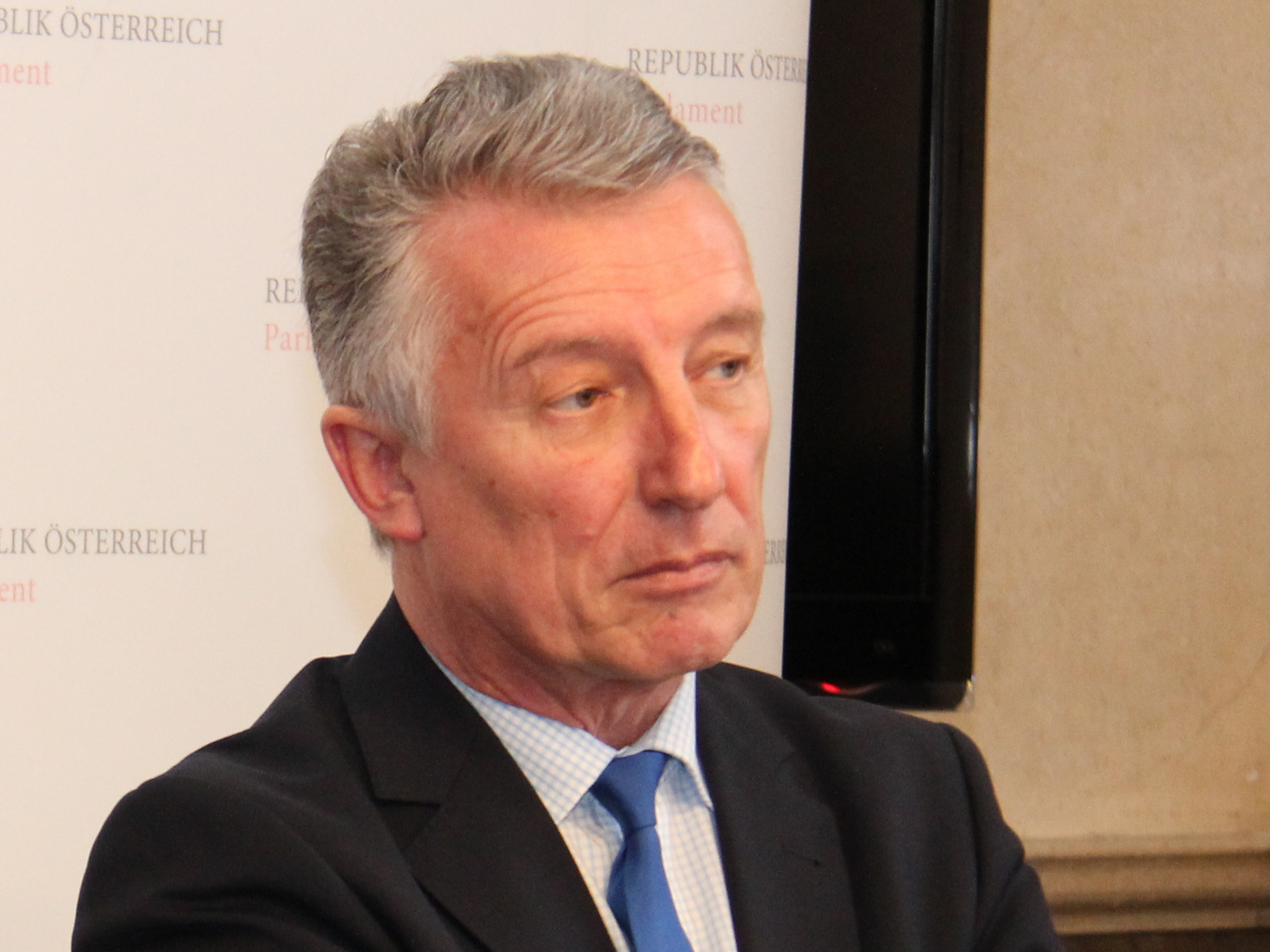
Helmut Mödlhammer (2016)

Helmut Mödlhammer (* 26. November 1951 in Salzburg) ist ein österreichischer Journalist und Politiker. Er war von 1999 bis 2017 Präsident des
Österreichischen Gemeindebundes und war Bürgermeister der Salzburger Gemeinde Hallwang.

## Biographie
Mödlhammer wuchs in Koppl bei Salzburg auf. Sein Vater Felix Mödlhammer war der Besitzer des Alt-Jodl-Gutes in Koppl.
Nach dem Besuch der einklassigen Volksschule Guggenthal und des Akademischen Gymnasiums in Salzburg folgte die Matura im Juni 1969. Danach leistete er seinen Präsenzdienst mit Reserveoffiziersausbildung bis Oktober 1970. Anschließend belegte Mödlhammer ein  Studium der Publizistik und der Politikwissenschaft ohne Abschluss.
Seinem  Eintritt in die Salzburger Volkszeitung (SVZ) als Redakteur 1972 folgte eine Bestellung zum Chef vom Dienst und als Lokalchef 1975. Danach wechselte er 1978 als Chefredakteur zum Salzburger Volksblatt. Nach der Rückkehr zur SVZ als stellvertretender Chefredakteur und Verlagskoordinator 1980 wirkte er als  Chefredakteur von 1994 bis zum Verkauf der SVZ am 31. März 2005.
Helmut Mödlhammer heiratete eine Zimmermeisterin aus Hallwang und übersiedelte in den Zimmereibetrieb seines Schwiegervaters. Mit Gattin Irmgard hat Mödlhammer zwei Töchter und einen Sohn.
Helmut Mödlhammer wurde 1984 Mitglied des Gemeinderates der Gemeinde Hallwang. Nach zwei Jahren wurde er 1986 zum Bürgermeister gewählt. Mödlhammer war ab 1992 Präsident des Salzburger Gemeindeverbandes und ab 1999 Präsident des Österreichischen Gemeindebundes. Im Februar 2007 wurde er erneut in seinem Amt als Präsident des Gemeindebundes bestätigt. Bei dieser Wahl wurde die Funktionsperiode des Präsidenten von vier auf fünf Jahre verlängert. Im März 2017 folgte ihm Alfred Riedl als Präsident des Österreichischen Gemeindebundes nach.
Darüber hinaus war der Salzburger ÖVP-Politiker von 1995 bis 1999 Abgeordneter im Salzburger Landtag, von 1997 bis 2002 Mitglied des ORF-Kuratoriums und von 2003 bis 2005 Mitglied des Österreich-Konvents.

## Schriften
- Mein Lebensweg für die Gemeinden. Verlags-Gruppe Styria, Wien u. a. 2013, ISBN 978-3-222-13425-8.

## Auszeichnungen
- 2002: Großes Silbernes Ehrenzeichen für Verdienste um die Republik Österreich[2]
- 2007: Großes Goldenes Ehrenzeichen für Verdienste um die Republik Österreich[2]
- 2012: Großes Ehrenzeichen des Landes Salzburg
- 2017: Goldenes Ehrenzeichen des Landes Oberösterreich